# Kawi
Kawi, o javanès antic, és la variant històrica documentada més antiga del javanès. Era la llengua parlada a la part oriental del que actualment és Java central i la totalitat de Java oriental. Com a llengua literària, el kawi s'utilitzava a tota l'illa de Java i a les illes de Madura, Bali i Lombok. Tenia nombrosos manlleus del sànscrit però encara no s'havia desenvolupat el krama o registre formal de la llengua, per adreçar-se a persones d'estatus social superior, característic del javanès modern.

## Nom
Els noms de "kawi" (ꦨꦴꦰꦏꦮꦶ Bhāṣun Kawi; del sànscrit कवि kavi "poeta"), i "javanès antic" habitualment s'usen indistintament. De vegades, tanmateix, s'utilitza "javanès antic" per designar la llengua parlada històrica que és l'antecedent del javanès modern, mentre que el nom de "Kawi" es restringeix a la forma escrita estandarditzada del javanès antic, usada encara fins a cert punt com a llengua literària.
El nom "kawi" deriva de l'arrel ku, el qual en sànscrit significa “poeta”, i, en formes derivades, “home assenyat i educat”.

## Història
Tot i que hi ha proves que el javanès s'escrivia ja a l'època de la inscripció en sànscrit Tarumanegara del 450, l'exemple més antic escrit íntegrament en javanès, anomenat "inscripció Sukabumi", està datat el 25 de març del 804. Aquesta inscripció, situada al districte de Pare, a la regència Kediri de Java Oriental, és realment una còpia de l'original, datada uns 120 anys abans; només s'ha conservat aquesta còpia. El seu contingut es refereix a la construcció d'una presa per a un canal de reg a prop del riu Śrī Hariñjing (ara escurçat a Srinjing). Aquesta inscripció és la darrera del seu tipus escrita en alfabet pal·lava; tots els textos posteriors en javanès antic foren escrits en alfabet javanès.

## Evolució
El javanès antic no era estàtic i el seu ús va abastar un període d'aproximadament 500 anys: des de la inscripció de Sukabumi (Kediri, Java Oriental) fins a la fundació de l'imperi Majapahit el 1292. El javanès que es parlava i s'escrivia a l'època de Majapahit ja havia experimentat alguns canvis i, per tant, ja està més a prop de la llengua javanesa moderna.

### Orígens austronesis
La influència més important en la formació del javanès antic va ser la seva herència austronèsia en el vocabulari, ordre de la frase i morfologia, que compartia amb les seves llengües germanes del sud-est asiàtic.

### Influència del sànscrit
La influència lingüística hindú a la llengua javanesa antiga era gairebé exclusivament la influència del sànscrit. No hi ha evidència d'elements lingüístics de l'Índia a l'antic javanès que no sigui del sànscrit. Això és diferent de, per exemple, a la influència de la llengua lingüística hindú en el malai (antic).
El sànscrit tingué un impacte profund i durador en el vocabulari del javanès. El diccionari antic javanès - anglès, escrit pel professor PJ Zoetmulder el 1982, conté aproximadament 25.500 entrades, de les quals no menys de 12.500 aón préstecs sànscrits. Sens dubte, aquest gran nombre no és un reflex de l'ús corrent, però indica que el javanès antic coneixia i emprava aquestes paraules sànscrites en les seves obres literàries. En qualsevol obra literària javanesa antiga, aproximadament el 25% del vocabulari prové del sànscrit.

## Escriptura

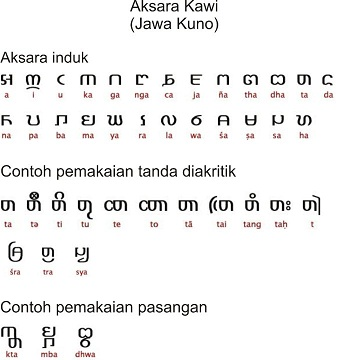
Kawi2

El kawi disposava d'un alfabet propi, l'alfabet kawi, anomenat generalment hanacaraka; el terme més correcte seria Dentawiyanjana. És un alfabet sil·làbic o abugida, de la família bràmica, que consta de 20 lletres, que van acompanyades de diacrítics vocàlics per indicar els sons de les vocals, i deu signes per representar els dígits numèrics. L'escriptura de l'illa de Bali, molt influïda per la veïna Java, en constitueix l'única forma variant, anomenada Tulisan Bali. Es creu que fou el príncep Aji Caka (originari de l'Índia), el qual havia establert el primer regne conegut de Java, anomenat Java Dvipa (Swarna Dvipa), qui va introduir les vint lletres del hanacaraka o alfabet kawi. La llegenda també atribueix l'origen de l'alfabet javanès a Aji Saka, un heroi llegendari del regne de Medang Kamulan. La inscripció més antiga que es coneix en alfabet kawi es troba a Gunung Wukir Temple a Magelang, Java central, Indonèsia.

## Ús
El kawi no està extingit del tot com a llengua parlada. S'utilitza habitualment en les representacions de wayang golek (teatre d'ombres), wayang wong (dansa tradicional) i wayang kulit (titelles de figures de paper projectades), a més d'actes molt formals com ara els casaments tradicionals, especialment per a l'estilitzat ritual de reunió dels pares de la núvia amb els pares del nuvi a les cerimònies de Peningsetan i Panggih. Arcaicament o per a alguns nobles molt arrelats a la tradició, s'utilitzava per a les cerimònies de Midodareni, Siraman i Sungkeman de les noces javaneses .
L'illa de Lombok ha adoptat el Kawi com a llengua regional, cosa que reflecteix la forta influència de la veïna Java oriental. Actualment, s'imparteix en l'educació primària com a part de la unitat de segones llengües obligatòries del currículum nacional. Tradicionalment, el kawi s'escriu sobre fulles de palmera preparades anomenades lontar .
L'ús del kawi també es conserva ocasionalment com a llengua literària o prosa arcaica.

## Literatura
Hi ha moltes obres literàries importants escrites en kawi, sobretot el poema èpic d'Empu Tantular titulat "Kakawin Sutasoma" (EM Uhlenbeck, 1964: "Un estudi crític dels estudis sobre les llengües de Java i Madura", La Haia: Martinus Nijhoff), del qual es va extreure el lema nacional d'Indonèsia: "Bhinneka Tunggal Ika". Tot i que sovint es tradueix com a "Unitat en la diversitat", la traducció més literal seria "[encara que] dispersa, roman [com a] una" (fent referència a les illes disperses de la nació de l'arxipèlag, no pas com a expressió de solidaritat multicultural com podria ser interpretat avui dia).
Una obra més moderna és el poema "Susila Budhi Dharma", de Muhammad Subuh Sumohadiwidjojo, el fundador del moviment espiritual internacional Subud. En aquest treball, proporciona un marc per a comprendre l'experiència de la pràctica espiritual del latihan kejiwaan.
La llista següent inclou poemes famosos, epopeies i altres obres literàries:
- Kakawin Tertua Jawa, 856
- Kakawin Ramayana ~ 870
- Kakawin Arjunawiwaha, mpu Kanwa, ~ 1030
- Kakawin Kresnayana
- Kakawin Sumanasantaka
- Kakawin Smaradhana
- Kakawin Bhomakawya
- Kakawin Bharatayuddha, mpu Sedah dan mpu Panuluh, 1157
- Kakawin Hariwangsa
- Kakawin Gatotkacasraya
- Kakawin Wrettasañcaya
- Kakawin Wrettayana
- Kakawin Brahmandapurana
- Kakawin Kunjarakarna, mpu "Dusun"
- Kakawin Nagarakretagama, mpu Prapanca, 1365
- Kakawin Arjunawijaya, mpu Tantular
- Kakawin Sutasoma, mpu Tantular
- Kakawin Siwaratrikalpa, Kakawin Lubdhaka
- Kakawin Parthayajna
- Kakawin Nitisastra
- Kakawin Nirarthaprakreta
- Kakawin Dharmasunya
- Kakawin Harisraya
- Kakawin Banawa Sekar Tanakung

## Estudis
El primer estudiós que es va encarar al kawi amb rigor acadèmic fou Wilhelm von Humboldt, qui el va considerar el pare de les llengües malai-polinèsiques. A més, va refutar les concepcions errònies que consideraven que el kawi era completament influït pel sànscrit, ja que kawi no té flexió verbal, mentre que el sànscrit té un sistema verbal flexiu molt desenvolupat. El kawi podria haver i vingut d'un poblament molt antic a la costa pacífica d'Asia.
Nombrosos estudiosos han estudiat la llengua, incloent l'holandès expatriat indonesi Prof. Petrus Josephus Zoetmulder S.J., el qual és autor d'una quantitat enorme de textos originals i importants estudis erudits de la llengua, i el seu alumne i associat, Pare Ignatius Kuntara Wiryamartana. Altres estudiosos indonesis eminents de la llengua són Poedjawijatna, Sumarti Suprayitna, Poerbatjaraka i Tardjan Hadiwidjaja.